# 卡塔赫納德爾柴拉
卡塔赫納德爾柴拉是哥倫比亞的城鎮，位於該國南部，由卡克塔省負責管轄，面積12,826平方公里，海拔高度350米，主要經濟活動有農業、畜牧業和皮革製品，2005年人口20,219。

## 外部連結
- （西班牙文） Government of Caquetá official website
- （西班牙文） Government of Cartagena del Chairá official website

1°21′N 74°50′W / 1.350°N 74.833°W